# Parachalciope binaria
Parachalciope binaria är en fjärilsart som beskrevs av Holland 1894. Parachalciope binaria ingår i släktet Parachalciope och familjen nattflyn. Inga underarter finns listade i Catalogue of Life.